# Soumia (zangeres)
Soumia is de artiestennaam van de Franse zoukzangeres Soumia Bahri (Saint-Mandé, 27 augustus 1977).

## Biografie
Soumia Bahri is in Saint-Mandé, bij Parijs, geboren uit Marokkaanse ouders. Bahri heeft een doctoraaldiploma in de moderne letteren. Ze is in de muziek begonnen als achtergrondzangeres in een rapbandje. In 1998 bracht ze met zangeres Talina het zouknummer Temps pou Temps op, en werd hiermee in Frankrijk bekend. Ze bracht een tweede nummer, Life, uit in 2001. In 2002 werd haar eerste album, Still in Love, uitgebracht in Frankrijk. Het album werd een succes in Afro-Antilliaanse kring, en dit opende voor haar de weg naar samenwerking met meerdere zoukartiesten. In 2005 bracht het label section Zouk een tweede album uit. Soumia schreef zelf de teksten voor het album. De muziek verwerkt wat invloeden van Afrikaanse muziek en R&B. In 2009 is er een derde album verschenen, genaamd Confidences.

## Discografie

#### Albums
- 2002 Still in Love (Section Zouk)
- 2005 In Love Again (Section Zouk)
- 2009 Confidences (Sushiraw)

#### Samenwerkingen
- 1998 Temps pou Temps, met Talina
- 2001 Life, met Kaysha
- 2003 Je sais qui elle est, met Kaysha
- 2005 I'll be there for you, met Passi
- 2005 Les belles choses, met Danny Dan